# Höhle von Milatos

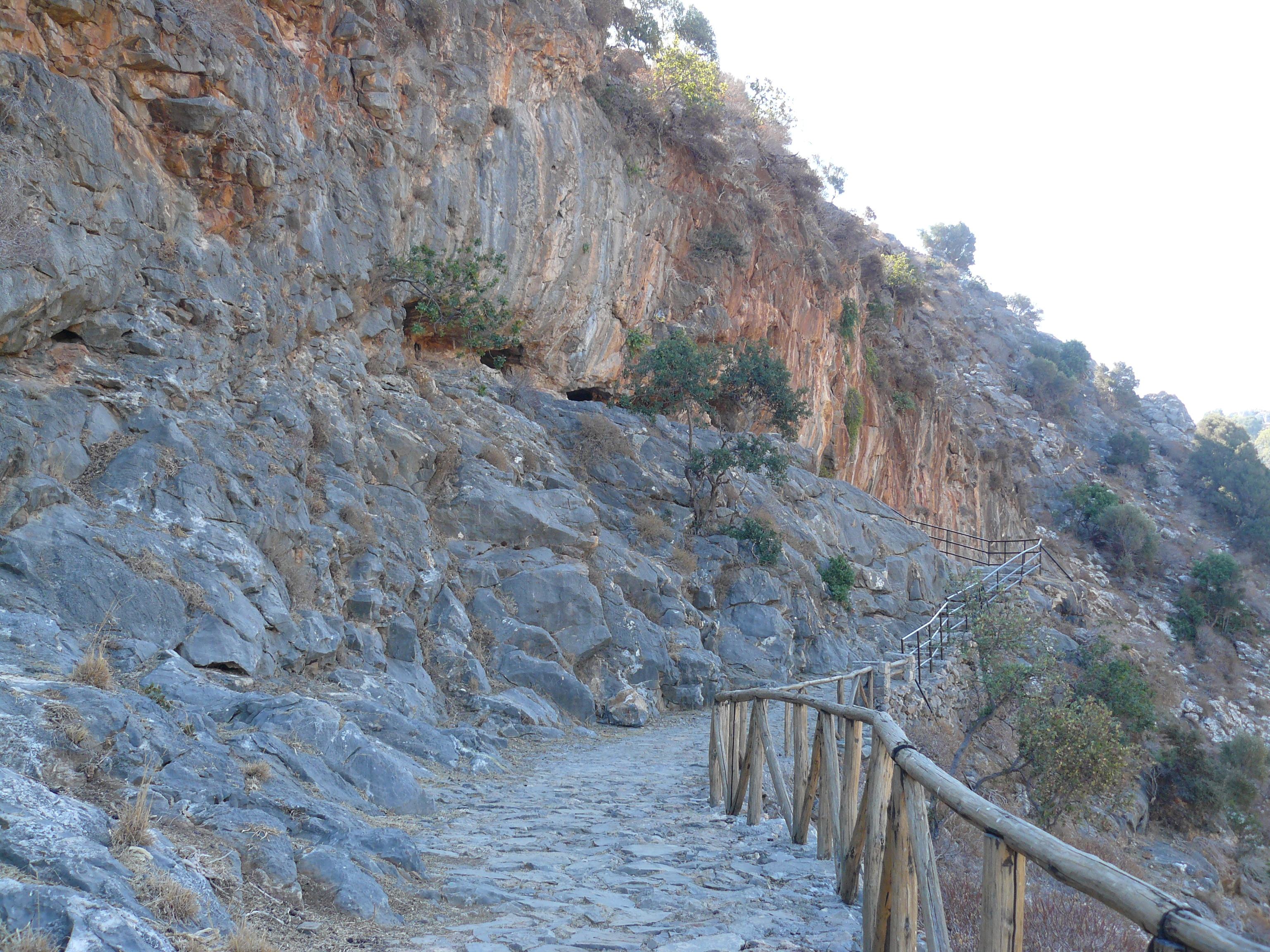
Blick zum Eingang der Höhle von Milatos

Die Höhle von Milatos (griechisch Σπήλαιο Μιλάτου) befindet sich einen Kilometer östlich des Dorfes Milatos in der kretischen Gemeinde Agios Nikolaos.

## Geschichte

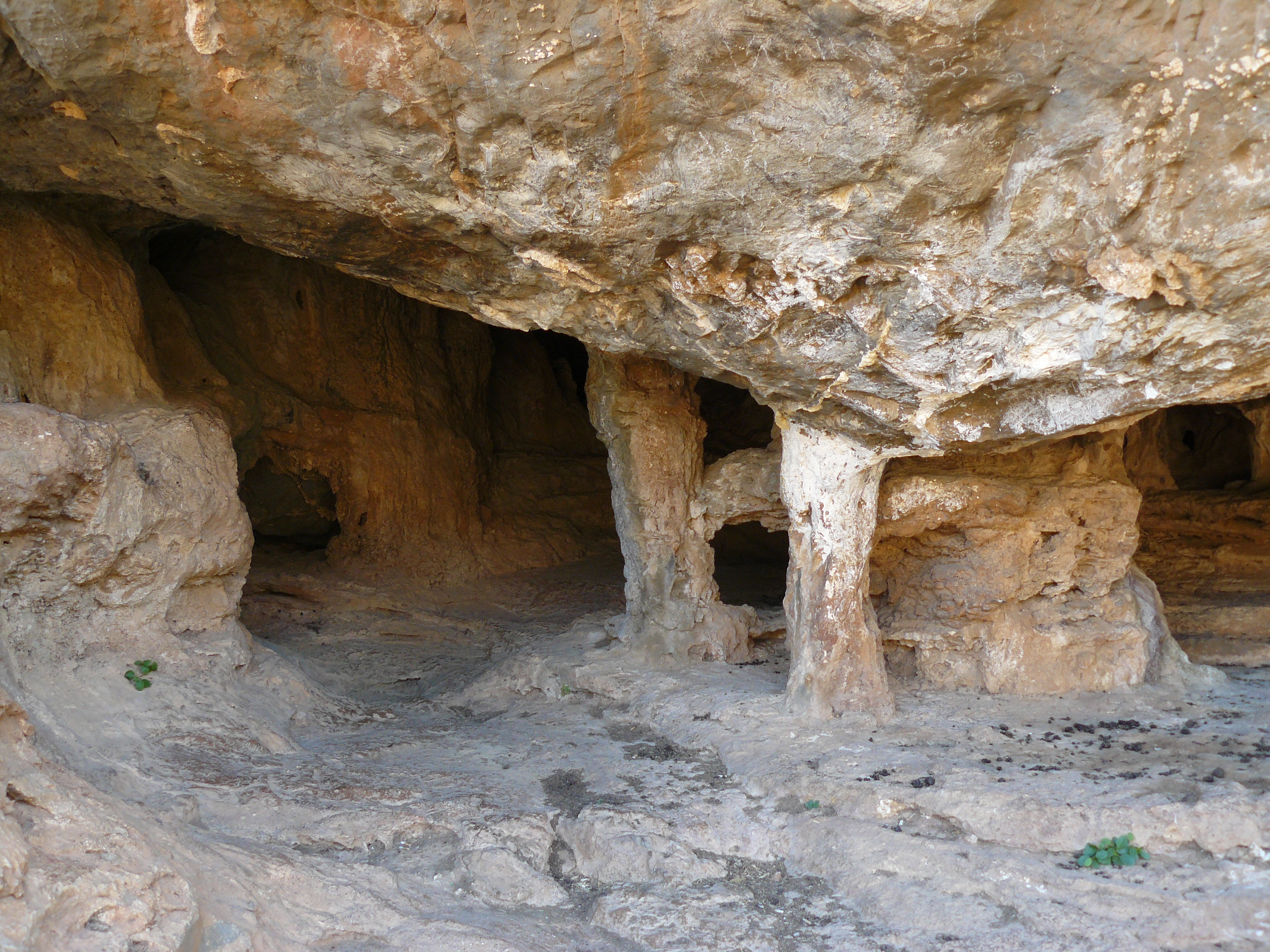
Blick ins Innere der Höhle

Die ältesten Funde aus der Höhle stammen aus der Jungsteinzeit. Bekannt ist die Höhle aber wegen ihrer Belagerung durch ägyptisch-türkische Truppen während der Griechischen Revolution. 1821 formierte sich auch auf Kreta Widerstand gegen das Osmanische Reich. 1822 landete ein ägyptisch-türkisches Heer unter Führung von Hassan Pascha auf Kreta, um den Aufstand niederzuschlagen. Als er im Frühjahr 1823 bei Neapoli lagerte, suchten die griechischen Christen aus Neapoli und der Umgebung in der Höhle von Milatos Zuflucht. Die Angaben zur Anzahl der Flüchtlinge variieren je nach Quelle zwischen 2000 und 3600, darunter sollen sich zwischen 150 und 300 bewaffnete Männer befunden haben, alle anderen waren Frauen und Kinder.
Am 3. Februar 1823 ließ Hassan Pascha das Tal, in dem die Höhle liegt, abriegeln, sodass niemand entfliehen konnte und ließ den Höhleneingang mit Artillerie vom gegenüberliegenden Hügel beschießen. 300 Sfakioten unter Führung von Rousos Vourdoumbas und eine große Anzahl Kämpfer aus Lappa unter Georgios Souderos kamen den Eingeschlossenen zu Hilfe, fügten den Belagerern schmerzliche Verluste zu und konnten zunächst den Feind vertreiben. Sie erbeuteten Rinder und Schafe und zogen ab. Unterdessen setzte das ägyptisch-türkische Heer die Belagerung fort. Die Griechen schützten den Höhleneingang mit Säcken voll Wolle, um die Wucht der Kanonenkugeln abzudämpfen. Am 15. Februar mussten die Flüchtlinge schließlich aufgeben, um nicht zu verhungern oder zu verdursten. Alle Männer bis auf 30 Kämpfer und 18 Priester wurden getötet. Die Priester wurden auf Scheiterhaufen verbrannt, die Kämpfer führte man gefangen nach Spinalonga, wo man sie später hinrichtete. Die älteren Frauen ließ man von der Kavallerie niedertreten oder anderweitig töten. Jüngere Frauen und Kinder wurden in die Sklaverei verkauft.

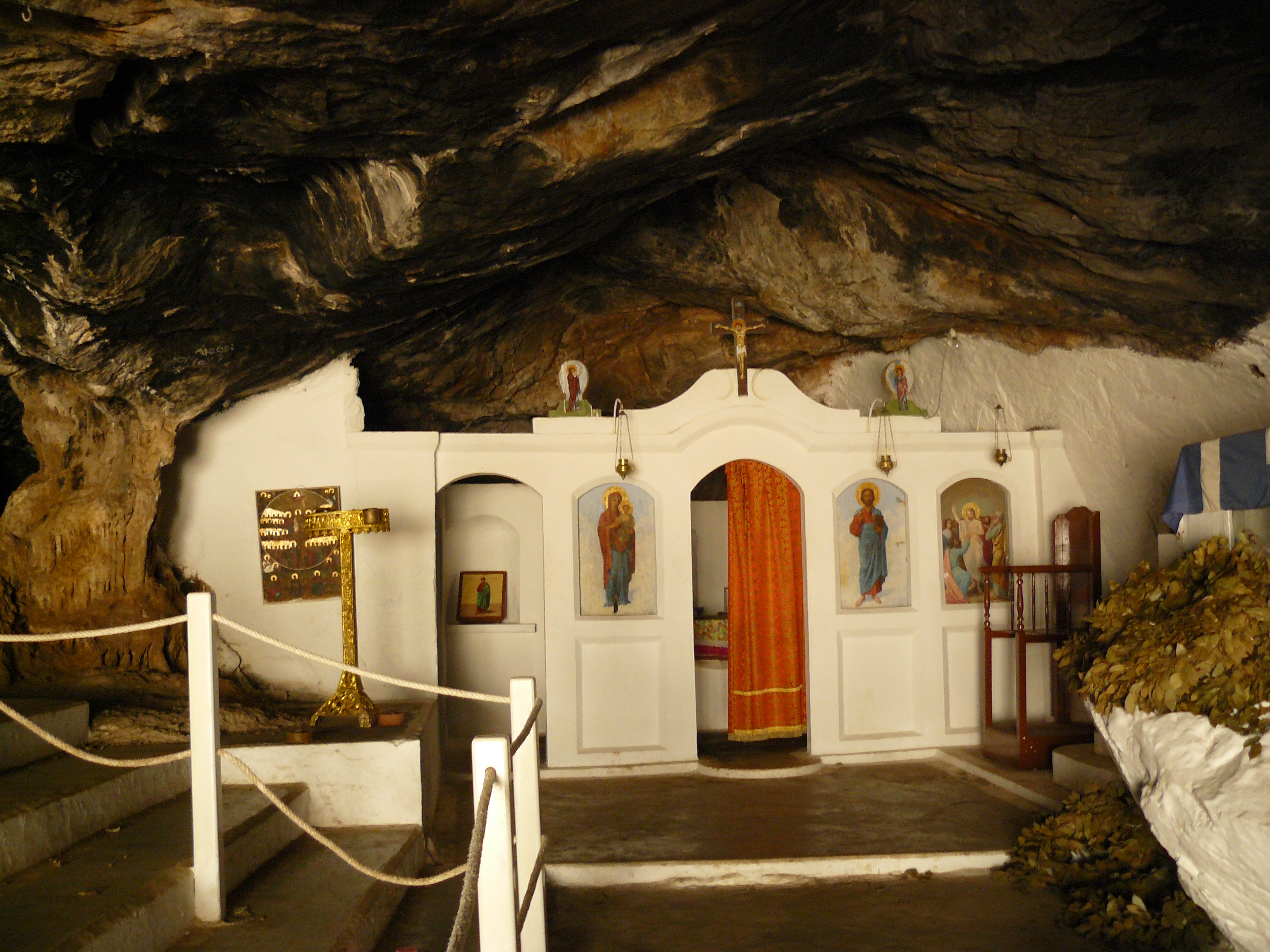
Ikonostase der Kirche in der Höhle

## Beschreibung
Folgt man von Milatos der Straße nach Kounali, erreicht man nach etwa 2,5 Kilometer eine Raststätte mit Parkmöglichkeit. Von hier führt ein 300 Meter langer Fußweg zum Höhleneingang. Eine Inschrift über dem Eingang erinnert an die Geschehnisse von 1823. Die Höhle hat eine Größe von 2100 m² und eine maximale Tiefe von 73 Meter und 63 Meter Breite. Die Höhe reicht von einem halben bis drei Meter. Ein Teil der Höhle wurde 1935 zu einer kleinen Kirche des Apostels Thomas ausgebaut. Daneben befindet sich auch ein Schrein mit Knochen der getöteten Christen, die man hier fand.